# Mandalasari (Mandalawangi)
Mandalasari is een bestuurslaag in het regentschap Pandeglang van de provincie Banten, Indonesië. Mandalasari telt 2003 inwoners (volkstelling 2010).